# Paquetes de experimentos Apolo en la superficie lunar

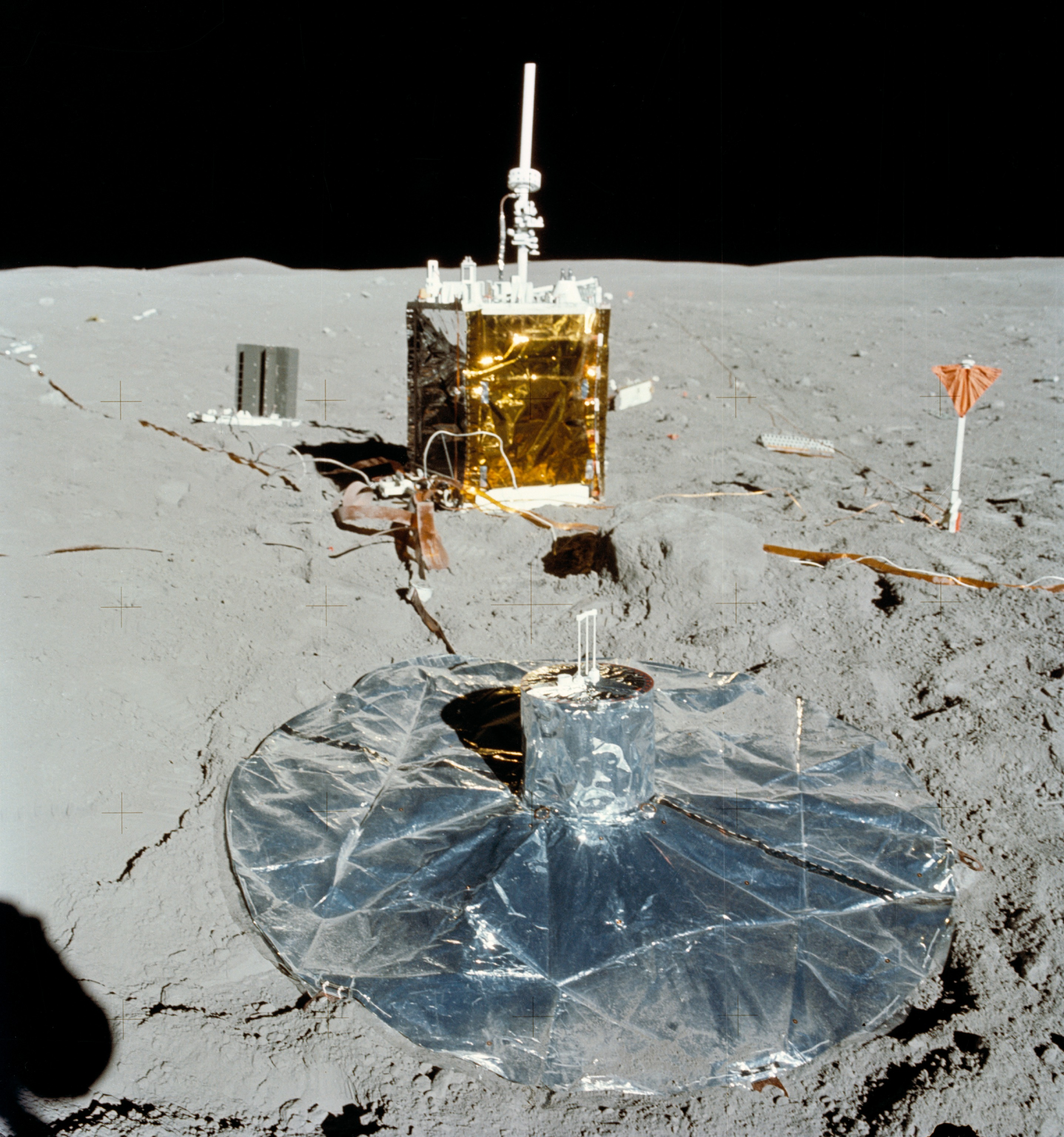
ALSEP dejado en la misión Apolo 16.

Los paquetes de experimentos Apolo en la superficie lunar (conocidos en inglés como ALSEP siglas de Apollo Lunar Surface Experiments Package) son los equipos de experimentos científicos para el estudio de la superficie lunar utilizados en las misiones del programa Apolo, transportados en un cubículo del módulo lunar denominado MESA (del inglés Modular Equipment Storage Assembly). Su misión era recoger datos sobre el ambiente lunar y transmitirlos a la Tierra.

## EASEP
El EASEP (en inglés, Early Apollo Scientific Experiment Package) se trataba de un equipamiento con diverso material científico que los astronautas del Apolo 11 dejaron en la superficie lunar. En las misiones de alunizaje del programa Apolo se tenía previsto instalar sobre el regolito lunar equipos más complejos, denominados ALSEP, si bien debido a las restricciones de tiempo de los primeros astronautas sobre la Luna, así como a la distancia en que deberían ser instalados, se empleó un equipo menos complejo, de menor peso y con capacidad para ser desplegado en solo 10 minutos a una distancia del módulo lunar de solo 20 metros. 

## Paquete de experimentos ALSEP
Los primeros equipos ALSEP incluían ocho experimentos, combinables según la misión de cada vuelo: 
- magnetómetro de superficie (LSM)
- sismógrafo activo
- espectrómetro de viento solar
- sismógrafo pasivo (PSE)
- detector de iones supertérmicos (SIDE)
- medidor de la densidad de la atmósfera del ambiente lunar
- medidor del flujo de calor bajo la superficie lunar (HFE)
- detector de polvo lunar

Todo el equipo tenía un peso de 81,7 kg en la Tierra y solo 13,6 kg en la Luna. Los experimentos estaban centralizados en una estación de control, que contenía el centro de tratamiento de datos y la fuente de energía, que era un generador termoeléctrico de radioisótopos SNAP-27 a base de isótopos de plutonio-238 y con una potencia eléctrica de 70 W. El centro de tratamientos de datos recibía y procesaba las órdenes de las estaciones monitoras, controlaba el funcionamiento de los experimentos, recogía y transmitía los datos a las estaciones monitoras y controlaba el suministro eléctrico. 
La estación central soportaba asimismo a la antena helicoidal receptora-emisora de banda S que era orientada a mano por los astronautas antes de su instalación y puesta en marcha.
Además de los ocho experimentos descritos, el ALSEP soportaba, si bien no formaba parte del mismo, un retrorreflector láser LRRR y un complejo destinado a determinar la composición del viento solar, denominado SWCE.
Para el transporte de este equipo a la base lunar instalada en su superficie se empleaba el módulo de descenso, en el cual va plegado en dos paquetes independientes, y estibados en el compartimento del recinto destinado a equipo científico. Una vez allí, los astronautas desempaquetaban los paquetes y efectuaban la carga de combustible para el generador.
El equipo se transportaba hasta la distancia de trabajo, entre 100 y 300 m del módulo lunar, distancia de seguridad necesaria para evitar el influjo de los gases del módulo de ascenso, mediante el empleo del mástil de la antena como soporte, de cuyos extremos colgaban los dos paquetes. Una vez allí, en un lugar plano, se montaba y se activaba, quedando dispuesto para iniciar su trabajo.
El ALSEP disponía de un experimento desarrollado por el gobierno suizo denominado SWCE (Solar Wind Composition Experiment) destinado a determinar la composición del viento solar. Este experimento constaba de una hoja de aluminio que sirvió para recoger 10 billones de átomos de elementos químicos arrojados por el Sol a velocidades muy elevadas; la duración de esta investigación fue de 1 hora y 17 minutos.

## Descripción de cada elemento

### Elementos comunes
Cada estación ALSEP contenía los siguientes elementos comunes:
| Nombre                                      | Diagrama                   | Imagen | Descripción |
| Central Station                             |                            |        |             |
| Radioisotope Thermoelectric Generator (RTG) |                            |        |             |
| RTG Cask                                    | Archivo:ALSEP RTG Cask.jpg |        |             |

### Listado de experimentos
| Nombre                                                | Diagrama                    | Descripción |
| Active Seismic Experiment (ASE)                       |                             |             |
| Charged Particle Lunar Environment Experiment (CPLEE) |                             |             |
| Cold Cathode Gauge Experiment (CCGE)                  |                             |             |
| Cold Cathode Ion Gauge (CCIG)                         | Archivo:ALSEP SIDE CCIG.gif |             |
| Heat Flow Experiment (HFE)                            |                             |             |
| Laser Ranging Retroreflector (LRRR)                   |                             |             |
| Lunar Atmosphere Composition Experiment (LACE)        |                             |             |
| Lunar Ejecta and Meteorites Experiment (LEAM)         |                             |             |
| Lunar Seismic Profiling Experiment (LSPE)             |                             |             |
| Lunar Surface Gravimeter (LSG)                        |                             |             |
| Lunar Surface Magnetometer (LSM)                      |                             |             |
| Passive Seismic Experiment (PSE)                      |                             |             |
| Passive Seismic Experiment Package (PSEP)             |                             |             |
| Solar Wind Spectrometer Experiment (SWS)              |                             |             |
| Suprathermal Ion Detector Experiment (SIDE)           | Archivo:ALSEP SIDE CCIG.gif |             |

## Situación de los ALSEP de las misiones Apolo
| Misión   | Latitud     | Longitud    |
| -------- | ----------- | ----------- |
| Apolo 12 | -3,00942ºN  | -23,42458ºW |
| Apolo 14 | -3,64398ºS  | -17,47748ºW |
| Apolo 15 | -26,13407ºN | -3,62981ºW  |
| Apolo 16 | -8,97537ºS  | -15,49812ºE |
| Apolo 17 | -20,19209ºN | -30,76492ºE |